# Bathia
Bathia – miasto w Algierii, w prowincji Ajn ad-Dafla.